# Statua di Czesław Niemen
La statua di Czesław Niemen è un monumento situato nella città di Świebodzin, è stato inaugurato il 20 giugno 2009 alla presenza dei familiari dell'artista. Si trova nel centro storico di Świebodzin, in piazza Giovanni Paolo II. L'idea è stata proposta dall'Associazione di memoria di Czesław Niemen. La statua è stata progettata e realizzata da Robert Sobociński. I fondi per la realizzazione del progetto sono stati dati dalla città e dalla provincia di Świebodzin. Il monumento rappresenta Czesław Niemen seduto su una panchina con la spalliera raffigurante un pentagramma con delle note musicali.

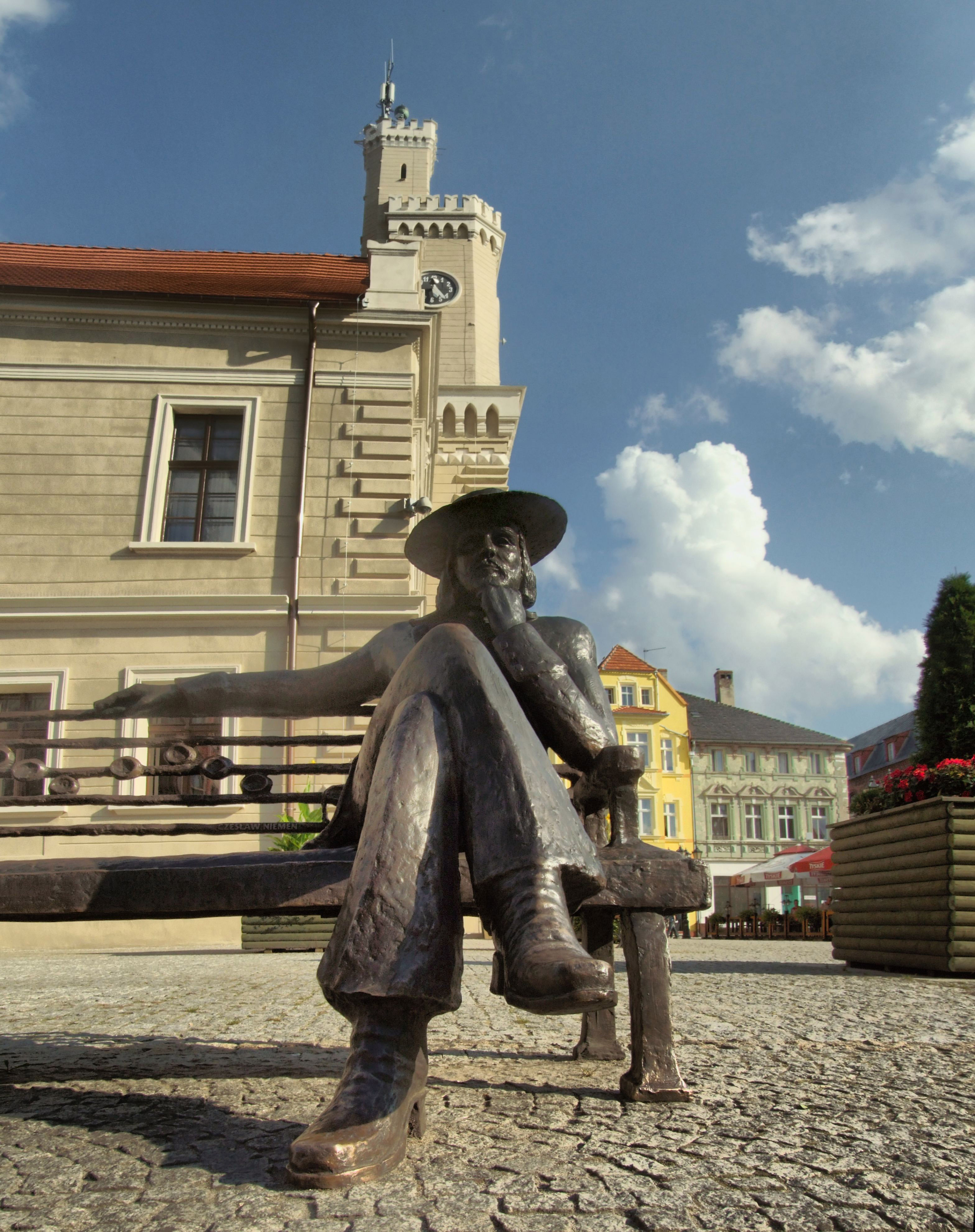
La statua di Czesław Niemen